# Онцидиум руконосный
Онцидиум руконосный, или Онцидиум хеирофорум (лат. Oncidium cheirophorum) — многолетнее эпифитное трявянистое растение из рода Oncidium — Онцидиум семейства Орхидные, или Ятрышниковые (Orchidaceae).
Описан немецким ботаником Генрихом Густавом Райхенбахом в 1852 году.

## Синонимы
По данным Королевских ботанических садов в Кью:
- Oncidium cheirophorum var. exauriculatum Hamer & Garay in F.Hamer, 1974
- Oncidium dielsianum Kraenzl. 1922
- Oncidium exauriculatum (Hamer & Garay) R. Jiménez 1992
- Oncidium macrorhynchum Kraenzl. in H.G.A.Engler (ed.) 1922

## Этимология
Вид не имеет устоявшегося русского названия, в русскоязычных источниках обычно используется научное название Oncidium cheirophorum.
Английское название — The Hand Carrying Oncidium, Hand carrying Orchid или Colombian Buttercup (Колумбийский лютик).

## Природныеразновидности
- Oncidium cheirophorum var. cheirophorum
- Oncidium cheirophorum var. exauriculatum Hamer & Garay 1974[4]

По данным Королевских ботанических садов в Кью, в настоящее время общепризнанных разновидностей нет. Вариация Oncidium cheirophorum var. exauriculatum входит в синонимию Oncidium cheirophorum.

## Биологическое описание
Побег симподиального типа. 

Псевдобульбы 1,2 — 3 см в высоту, плотно расположенные, округлые, латерально сжатые. С возрастом морщинистые.

Листья зелёные, тонкие, до 15 см в длину. Количество листьев на верхушке псевдобульб от 1 до 2.

Цветонос многоцветковый, дугообразный, метельчатый, до 30 см в длину. Образуется в основании нижних листьев на зрелых псевдобульбах.

Цветки ароматные, желтые, до 1,5 см в диаметре. Аромат различен у разных географических рас. Цветёт осенью.

## Ареал, экологические особенности
Никарагуа, Колумбия. 
Эпифит. 
 Горные тропические леса на высоте от 1000 до 2500 метров над уровнем моря. Часто встречается на освещенных солнцем крупных ветвях деревьев.
Относится к числу охраняемых видов (второе приложение CITES).

## В культуре
В культуре с 1848 года. 

Температурная группа — умеренная. Для нормального цветения обязателен перепад температур день/ночь в 5-8°С.
 Освещение — яркий рассеянный свет.
Относительная влажность воздуха 50-70 %.
Посадка на блок или в корзинку для эпифитов с субстратом из сосновой коры средней фракции, иногда с дополнительными добавками.

## Искусственныегибриды(грексы)
- Oncidium Twinkle (Onc. cheirophorum и Onc. ornithorynchum) W.W.G.Moir, 1958[8]

Наиболее популярные культивары этого гибрида: 'Fragrance Fantasy' (отличается сильным ароматом, иногда образует два цветоноса на каждой псевдобульбе) и 'Sharry Baby'.